# Matilda av Brandenburg
Matilda av Brandenburg, död 1316, var en hertiginna av Pommern, gift med Barnim I av Pommern. Hon var Pommerns regent mellan 1278 och 1294 som förmyndare för sina söner, Barnim II och Otto I. Hon var medregent med sin styvson Bogislaw IV, som var hennes söners medregent. 